# Martin Fuchs
Martin Fuchs, född 13 juli 1992, är en schweizisk hoppryttare. Han tävlade vid olympiska sommarspelen 2016 i Rio de Janeiro i Brasilien, där han hamnade på 6:e plats i lagtävlingen och 9:e i den individuella tävlingen.
År 2019 vann han guld i Europamästerskapen med Clooney 51.  
Fuchs tävlade vid EM 2015 där han vann ett lagbrons och placerade sig på 38:e plats individuellt. Han deltog också i 2015 års Show Jumping World Cup-finalen och slutade på 11:e plats. 
Fuchs deltog vid det första sommar-OS för ungdomar 2010. Med ett blandat europeiskt lag vann han ett lagguld. Han placerade sig på nionde plats i det enskilda evenemanget.